# Боб Ленардуцці
Роберт Італо (Боб) Ленардуцці (англ. Robert Italo (Bob) Lenarduzzi; 1 травня 1955, Ванкувер) — канадський футбольний захисник і тренер. Кращий гравець в історії канадського футболу. За опитуванням IFFHS він займає 19-е місце серед найкращих футболістів XX століття в Центральній і Північній Америці і 1-ше серед канадських гравців. Член зали футбольної слави MLS.

## Клубна кар'єра
Ленардуцці почав свою кар'єру в 15-річному віці в молодіжному складі англійського «Редінга». За основну команду «Редінга» він провів 67 матчів і забив два голи.
У 1974 році він перейшов в «Ванкувер Вайткепс», за який відіграв 10 сезонів. У 1978 році він став гравцем року в північноамериканській лізі NASL. У 1979 році з «Ванкувером» виграв Soccer Bowl.
У 1984 році, після розформування NASL, Ленардуцці приєднався до шоубольного клубу «Такома Старз» ліги MISL, за який відіграв два сезони, а потім повернувся у Ванкувер, в команду «Vancouver 86ers», що стала наступницею «Вайткепс» і грала в чемпіонаті Канади.

## Виступи за збірну
За збірну Канади Ленардуцці зіграв 47 матчів, захищав її честь на Олімпійських іграх 1984 року, де канадці дійшли до чвертьфіналу, і на чемпіонаті світу 1986 року.
У 1987 році Ленардуцці розпочав свою тренерську кар'єру, ставши граючим тренером Vancouver 86ers. Після закінчення ігрової кар'єри у вересні 1988 року, Ленардуцці ще 5 років очолював «Ванкувер» як тренер і генеральний директор. Він виграв 4 поспіль чемпіонати Канади. Його команда встановила рекорд, не програючи 46 матчів, між 6 червня 1988 року і 8 серпня 1989 року. За час його тренерства Ванкувер виграв 96 матчів, програвши 24 і зігравши внічию 28.
У 1993 році Ленардуцці очолив збірну Канади. За результатами відбіркових матчів до чемпіонату світу 1994 року його команда не змогла пробитися у фінальну частину турніру, також невдалим виявився і відбір на ЧС-1998, через що Ленардуцці залишив збірну в 1997 році.

## Тренерська кар'єра
У 1998 році Ленардуцці знову став генеральним директором «86-х» з Ванкувера. У 2000 році він був названий найкращим директором вищого дивізіону Канади. У 2001 році він висунув пропозицію змінити назву ванкуверского клубу з «Vancouver 86ers» на «Вайткепс», яка була підтримана.
В даний час Ленардуцці працює разом з Джейсоном Де Восом коментатором на Торонто Бі-Бі-Сі.

## Титули і досягнення
- Переможець Чемпіонату націй КОНКАКАФ: 1985

## Нагороди
- Кавалер Ордена Британської Колумбії
- Член залу слави футболу Канади
- Член залу слави футболу Америки